# Detransición
La destransición o detransición (del inglés detransition) es el cese o reversión de una identificación transgénero o transición de género, ya sea a través de medios sociales, legales o médicos. Algunas personas detransicionan de manera temporal.
La detransición se asocia comúnmente con el arrepentimiento de la transición, pero el arrepentimiento y la detransición no siempre coinciden.
Las estimaciones sobre el porcentaje de la población que detransicionan varían debido a que la investigación académica sobre el tema está poco consolidada. El interés profesional en el fenómeno ha sido objeto de controversia, y algunos académicos han argumentado que existe censura en torno al tema. Aun así se considera que este fenómeno es poco frecuente.
Las razones para abandonar la transición también varían, y pueden incluir preocupaciones relacionadas con la salud, la sensación de que la transición no aliviaba la disforia de género, un entorno social poco favorable, preocupaciones económicas, la constatación de que la disforia de género del individuo era una manifestación de otra condición, o desacuerdos políticos, religiosos o filosóficos con el movimiento por los derechos de las personas transgénero.
En la política y la cultura popular, la detransición es un tema polémico. Algunas personas que detransicionan afirman sentir una pérdida de apoyo por parte de sus amigos y familiares LGBT.
Varias partes en el debate sobre la detransición han denunciado acoso por parte de otras personas. Algunas personas se arrepienten de haber abandonado la transición y optan por volver a hacerlo. Algunas organizaciones vinculadas a la terapia de conversión han utilizado los relatos de la detransición para impulsar programas y leyes antitransgénero.

## Antecedentes y terminología
La transición es el proceso en el que una persona transgénero cambia su presentación de género y/o sus características sexuales de acuerdo con su sentido interno de identidad de género. La transición comúnmente involucra cambios sociales (como vestimenta, nombre y pronombres personales), cambios legales (como nombre legal y género legal) y cambios médicos/físicos (como terapia de reemplazo hormonal y cirugía de reasignación de sexo).
La detransición (a veces llamada retransición) es el proceso de detener o revertir una identificación transgénero o una transición de género. Al igual que la transición, la detransición no es un evento único. Los métodos de eliminación de la transición pueden variar mucho entre las personas y pueden implicar cambios en la expresión de género, la identidad social, los documentos de identidad legal y/o la anatomía. El desistimiento es un término general para cualquier cesación y comúnmente se aplica específicamente a la cesación de la identidad transgénero o la disforia de género. Aquellos que emprenden la detransición se conocen como detransicionistas.
El término detransición es controvertido dentro de la comunidad transgénero. Según Turban et al., esto se debe a que, al igual que la palabra transición, conlleva una "implicación incorrecta de que la identidad de género depende de los procesos de afirmación de género". El término también se ha confundido con el arrepentimiento de la transición y, por lo tanto, se ha asociado con un impulso políticamente motivado para restringir el acceso de las personas transgénero a la atención médica relacionada con la transición.

## Prevalencia
Los estudios formales de detransición han sido escasos en número, de calidad discutida, y políticamente controvertidos. Las estimaciones de frecuencia para la detransición y el desistimiento varían ampliamente, con notables diferencias en terminología y metodología. La detransición es más común en las etapas iniciales de la transición, particularmente antes de las cirugías. Se desconoce el número de detransicionistas, con estimaciones que oscilan entre menos del 1% y hasta un 8%.
Los estudios han informado tasas más altas de desistimiento entre los niños prepúberes. Una revisión de 2016 de 10 estudios prospectivos de seguimiento desde la niñez hasta la adolescencia encontró tasas de desistimiento que oscilaban entre el 61% y el 98%, y la evidencia sugiere que podrían ser inferiores al 85% en general. Estos estudios han sido criticados sobre la base de que cuentan como casos de desistimiento en los que el niño cumplió con los criterios para el trastorno de identidad de género tal como se define en el DSM-III o DSM-IV, pero probablemente no habría cumplido los criterios actualizados para la disforia de género en el DSM-5, establecidos en 2013. Antes del DSM-III en 1980, no había criterios de diagnóstico para la disforia de género, por lo que la investigación sobre las tasas de desistimiento publicadas antes de 2000 podría informar cifras infladas de desistencia, ya que los niños con expresiones de género no conformes sin disforia de género se incluyeron en los estudios. Además, la evidencia presentada ha sido criticada por citar estudios que han sido etiquetados como terapia de conversión para desalentar la transición social y tratar de prevenir un resultado transgénero. Los criterios de diagnóstico para la disforia de género utilizados en los estudios solo requerían la no conformidad de género y no requerían que un niño declarara una identidad transgénero o un deseo de transición médica o social. La mayoría de los que desisten de la infancia continúan identificándose como cisgénero y gay o lesbiana.
Un póster científico de 2019 examinó los registros de 3398 pacientes que asistieron a una clínica de identidad de género del Reino Unido entre agosto de 2016 y agosto de 2017. Davies y sus colegas buscaron informes de evaluación con palabras clave relacionadas con el arrepentimiento o la detransición. Identificaron a 16 personas (0,47%) que expresaron arrepentimiento o habían hecho una transición. De esos 16, 3 (0,09%) habían hecho una detransición permanente. 10 (0,29%) habían hecho una transición temporal para volver a hacer la transición más tarde. Una evaluación clínica de 2019 encontró que el 9,4% de los pacientes con disforia de género emergente en la adolescencia dejaron de desear someterse a intervenciones médicas o ya no sintieron que su identidad de género era incongruente con el sexo asignado al nacer dentro de un período de dieciocho meses. Un estudio de 2021 que examinó las notas de casos de 175 adultos dados de alta de una clínica de identidad de género del Reino Unido entre septiembre de 2017 y agosto de 2018 encontró que 12 (6,9%) cumplieron con los criterios de los investigadores para la detransición, es decir, volvieron a vivir con el género asignado. Se encontró que seis personas tenían experiencias que se "superponen" con personas detransicionistas, pero no se contaron como tales para este estudio debido a que mostraron "confusión de identidad de género" durante el tratamiento.
Aquellos que se someten a una cirugía de reasignación de sexo tienen tasas muy bajas de detransición o arrepentimiento. Un estudio holandés de 2005 incluyó a 162 adultos que recibieron cirugía de reasignación de sexo, 126 de los cuales participaron en evaluaciones de seguimiento de uno a cuatro años después de la cirugía. Dos personas expresaron pesar por el seguimiento, solo una de las cuales dijo que no volvería a hacer la transición si tuviera la oportunidad. El 98,4% no se arrepintió de la transición. Un metaanálisis de 27 estudios de 2021 concluyó que "hay una prevalencia extremadamente baja de arrepentimiento en pacientes transgénero después de una cirugía de afirmación de género.
Los estudios de arrepentimiento o detransición en diferentes poblaciones han encontrado diferentes tiempos transcurridos (promedio o mediana) antes de que esto ocurra: un estudio de 2018 encontró un promedio de 10 años y 10 meses para arrepentirse (pero no necesariamente detransición) desde el inicio de la terapia hormonal, y un estudio de 2014 de quienes se sometieron a cirugía encontró un retraso promedio de 8 años antes de solicitar una reversión del estado legal de género. Un estudio del Reino Unido de 2021 encontró evidencia que respalda que la detransición ocurre en promedio 4 a 8 años después de la transición.
El consentimiento informado y la afirmación del autodiagnóstico (ambos modelos más nuevos pero cada vez más empleados para la atención médica de las personas transgénero) han sido criticados por no satisfacer las necesidades de aquellos que finalmente hacen la transición.
Se han hecho críticas con respecto a la dicotomía "permanencia-desistimiento" por ignorar las razones por las cuales la identidad de género de una persona puede desistir más allá de ser simplemente cisgénero en primer lugar. Por ejemplo, una afirmación de una identidad cisgénero puede tratarse con validez y como una invalidación de una identidad transgénero declarada anteriormente; sin embargo, una afirmación de una identidad transgénero solo puede ser tratada con la misma validez si se mantiene durante toda la vida. Un individuo puede reprimir o darse cuenta de su identidad en cualquier momento de su vida por una variedad de razones; las identidades de género de algunas personas son fluidas y/o pueden cambiar a lo largo de su vida, y algunas personas cuyas identidades no son binarias están efectivamente excluidas debido a la suposición de un género binario en un estudio.

### Razones
La Encuesta transgénero de EE. UU. de 2015 recopiló respuestas de personas que se identificaron como transgénero en el momento de la encuesta. El 8% de los encuestados informaron haber hecho alguna vez la transición. El 62% de ese grupo vivía con un género diferente al que se le asignó al nacer en el momento de la encuesta. Alrededor del 36% informó haber perdido la transición debido a la presión de los padres, el 33% porque era demasiado difícil, el 31% debido a la discriminación, el 29% debido a la dificultad para conseguir un trabajo, el 26% a la presión de los miembros de la familia, el 18% a la presión de un cónyuge, y el 17% por presiones de un empleador.
En un estudio de 2021 de 237 detransicionistas, reclutados a través de comunidades dedicadas a este tema, en línea y que ya no se identifican como transgénero, las razones más frecuentes para la detransición fueron darse cuenta de que la disforia de género estaba relacionada con otros problemas (70%), problemas de salud (para el 62%) y que la transición no ayudó a su disforia de género (50%). En un estudio de 2021 de 2242 personas reclutadas a través de organizaciones de alcance comunitario que abandonaron la transición y que continúan identificándose como transgénero o de género diverso, la gran mayoría dijo que la interrupción se debió en parte a factores externos, como la presión de la familia, la agresión sexual, y entornos escolares no afirmativos; otro factor muy citado fue "simplemente fue demasiado difícil para mí". Los motivos para la detransición comúnmente incluyen barreras financieras para la transición, rechazo social en la transición, depresión o tendencias suicidas debido a la transición e incomodidad con las características sexuales desarrolladas durante la transición. Los motivos adicionales incluyen la preocupación por la falta de datos sobre los efectos a largo plazo de la terapia de reemplazo hormonal, la preocupación por la pérdida de fertilidad, las complicaciones de la cirugía y los cambios en la identidad de género. Algunas personas se retiran de la transición de forma temporal, para lograr un objetivo particular, como tener hijos relacionados biológicamente, o hasta que se resuelvan o eliminen las barreras a la transición. Los ancianos transgénero también pueden hacer una transición secundaria debido a la preocupación de si pueden recibir una atención adecuada o respetuosa en el futuro. Un estudio cualitativo que comparó a niños que desistieron con persistentes (aquellos con disforia de género persistente) encontró que mientras que los persistentes relacionaban su disforia principalmente con una falta de coincidencia entre sus cuerpos y su identidad, la disforia de los que desistieron tenía más probabilidades de estar, al menos retroactivamente, relacionada con un deseo. para cumplir con el otro rol de género.

### Detransición forzada

##### Detransición forzada de menores de edad
En 2021, legisladores en 22 estados en los Estados Unidos introdujeron proyectos de ley que prohibieran la provisión de cuidados de afirmación de género a menores transgénero, detransicionando forzadamente aquellas personas que no pudieran huir el estado. Para finales de febrero de 2022 el número se incrementó a 29. Partidarios de estos proyectos de ley citan preocupaciones acerca de la detransicionar y desistencia, y afirman querer proteger a los menores de edad. Sin embargo, evidencia científica sugiere que estos proyectos de ley causarían daños a los niños transgénero, puesto que los cuidados de afirmación de género son a menudo necesarios y el acceso a este ha demostrado consistentemente una relación positiva con el bienestar mental.
La mayoría de asociaciones médicas coincide en la necesidad de los cuidados de afirmación de género. La Asociación Médica Estadounidense, Academia Pediátrica Estadounidense, y la Asociación Estadounidense de Psicología se han declarado en contra de los proyectos de ley y a favor del derecho de los menores de edad a transicionar. En una carta a la Asociación Nacional de Gobernadores, la Asociación Médica Estadounidense advirtió que prohibiciones de cuidados a la salud anti-trans causarían mayores índices de depresión y suicidio a las juventudes transgénero y describieron a los proyectos de ley prohibiendo el cuidado de afirmación de género como "una intrusión peligrosa en la práctica medicinal". Pediatras testificando en contra de los proyectos de ley han dicho que están basados en mitos y conceptos erróneos acerca del cuidado a la salud de personas transgénero.
En 2021, la legislación de Arkansas paso el proyecto de ley 1570, prohibiendo a la juventud transgénero de recibir cuidados de afirmación de género de cualquier tipo. La ACLU impugnó la ley, llevando a un juez federal a emitir una orden judicial, protegiendo a la juventud transgénero en el estado de ser detransicionados en contra de su voluntad.
En abril de 2022, el proyecto de ley del senado de Alabama 184 paso. Esta ley previene a los médicos de prescribir bloqueadores de pubertad o terapia hormonal a juventud transgénero con una pena de hasta 10 años en prisión, detransicionando forzadamente juventud en el estado, y manda a los empleados escolares a obligar a sus estudiantes a salir del armario.
El 5 de agosto de 2022 la Junta Médica de Florida votó para considerar pautas propuestas por el cirujano general del estado, empezando el proceso de negar cuidados de afirmación de género a la juventud transgénero en Florida. El 28 de octubre de 2022 la Junta Médica de Florida paso una moción para prohibir todos los cuidados de afirmación de género a menores de edad, incluyendo bloqueadores de pubertad, hormonas y cirugías. La moción manda a toda la juventud transgénero a detransicionar hasta que cumplan 18 años. En un punto durante la audiencia, en respuesta a un manifestante gritando que los niños trans serían perjudicados como resultado, el miembro de la junta Dr. Zachariah P. Zachariah contesto "Está bien", antes de forzar la votación adelante. Algunos que estaban presentes en la reunión reportaron que la junta había colocado todos los oradores a favor de la prohibición, muchos de ellos siendo pertenecientes a otros estados o países, en primeros puestos en la lista de oradores, antes de cortar los comentarios públicos después de terminar y los floridanos en contra de la propuesta tomaron el podio. El Departamento de Salud de Florida publicó una serie oficial de pautas dictando que la juventud transgénero no deberían ser permitidos el uso de prendas de vestir, nombres o pronombres que se alineen con su identidad de género.
En la primavera de 2021, el Centro de Virtud Christiana propuso el proyecto de ley de Ohio 454, conocido como el "Acto de Salvar Adolescentes de Experimentación" (SAFE). Este proyecto fue introducido por el representante Gary Click sin consultar alguna persona transgénero y haría una detransición forzada a todas los menores de edad transgénero en el estado. La ley también requeriría a consejeros, profesores y otros empleados en colegios públicos y privados a obligar a menores de edad a salir del armario. Click manifestó su creencia en el grooming a los niños en pensar que eran transgénero.
En 2023, docenas de proyectos de ley en más de 10 Estados en Estados Unidos se han propuesto, con el propósito de prohibir el cuidado de afirmación de género en menores.

## Impacto cultural y político
No existen pautas legales, médicas y psicológicas sobre el tema de la detransición. Los Estándares de Atención de la Asociación Profesional Mundial para la Salud Transgénero (WPATH, por sus siglas en inglés) no mencionan la detransición, aunque 37 cirujanos de WPATH han expresado su deseo de que se incluyan pautas de detransición, y el expresidente de WPATH y veterano El presidente del equipo de revisión del SOC de WPATH, Eli Coleman, ha incluido la detransición entre los temas que le gustaría ver incluidos en la octava edición.
Algunos investigadores perciben que existe un ambiente de censura en torno al estudio del fenómeno. Varias partes involucradas en la disputa sobre la eliminación de la transición dicen que han sido acosadas y se han descrito mutuamente como amenazas a los derechos de las personas transgénero. Un estudio realizado en 2021 que involucró a los detransicionistas descubrió que muchos de ellos sentían que habían perdido el apoyo de la comunidad LGBT+ y sus amigos.
La controversia en torno a la detransición dentro del activismo trans surge principalmente de cómo el tema se enmarca como un tema de pánico moral en los principales medios de comunicación y la política de derecha. La detransición ha atraído el interés tanto de los conservadores sociales de la derecha política como de las feministas radicales de la izquierda política.  Activistas de derecha han sido acusados de usar las historias de los detransicionistas para promover su trabajo contra los derechos de las personas trans. En la izquierda, algunas feministas radicales ven las experiencias de los detransitionadores como una prueba más de la aplicación patriarcal de los roles de género y borrado medicalizado de gays y lesbianas. Otras feministas han expresado su desacuerdo con esta opinión, refiriéndose a quienes sostienen estas creencias como feministas radicales transexclusivas. Esta atención ha provocado en los detransitionadores sentimientos encontrados tanto de explotación como de apoyo.
En agosto de 2017, la Conferencia de Salud Trans de Filadelfia del Centro Mazzoni, que es una reunión anual de personas transgénero, defensores y proveedores de atención médica, canceló dos paneles de discusión sobre la detransición y métodos alternativos para trabajar con disforia de género. Los organizadores de la conferencia dijeron: "Cuando un tema se vuelve controvertido, como este que se ha convertido en las redes sociales, existe el deber de asegurarse de que el debate no se salga de control en la conferencia misma. Después de varios días de consideraciones y revisando los comentarios, el comité de planificación votó que los talleres, si bien son válidos, no se pueden presentar en la conferencia como estaba previsto".
En septiembre de 2017, la Universidad de Bath Spa revocó el permiso de James Caspian, un psicoterapeuta junguiano que trabaja con personas transgénero y es fideicomisario de Beaumont Trust, para investigar el arrepentimiento de los procedimientos de reasignación de género y la búsqueda de la detransición. Caspian alegó que el motivo de la negativa de la universidad fue que se trataba de "una investigación potencialmente políticamente incorrecta, que conlleva un riesgo para la universidad. Es posible que los ataques en las redes sociales no se limiten al investigador, sino que pueden involucrar a la universidad. "La publicación de material desagradable en blogs o redes sociales puede ser perjudicial para la reputación de la universidad". La universidad afirmó que la propuesta de Caspian "no fue rechazada por el tema, sino por su enfoque metodológico propuesto. La universidad no estaba satisfecha de que este enfoque garantizaría el anonimato de sus participantes o la confidencialidad de los datos". En mayo de 2017, llevó el asunto al Tribunal Superior, que concluyó que su solicitud de revisión judicial era "totalmente infundada". El resultado también fue considerado por la Oficina del Conciliador Independiente para la Educación Superior, quien determinó que la conclusión de la universidad era razonable. Caspian apeló al Tribunal Superior para una revisión judicial nuevamente en 2019; el juez falló en su contra, diciendo: "Acepto totalmente que hay cuestiones importantes de libertad de expresión. Simplemente no acepto que, sobre los hechos de este caso en particular, haya un caso discutible", y agregó que la aplicación fue demasiado tarde. Caspian afirmó que "se le negó el permiso para una revisión judicial sobre puntos de procedimiento" y que el juez "claramente simpatizaba con el caso pero sintió que sus manos estaban atadas por el procedimiento legal"; en febrero de 2021, apeló ante el Tribunal Europeo de Derechos Humanos.
Ky Schevers, cuya detransición fue destacada por Katie Herzog y The Outline, habló sobre sus experiencias en una comunidad de mujeres feministas radicales en detransición, trazando paralelismos con el movimiento ex-gay y la Terapia de reorientación sexual. Los paralelos trazados incluyen suprimir en lugar de abordar o eliminar la disforia subyacente, afirmando que no solo su disforia de género sino la disforia de todos fue el resultado del sexismo y el trauma internalizados, y el lenguaje del programa de doce pasos que se usa para describir el deseo de transición.
Muchas organizaciones afiliadas a ex-gays y Christian Right también ofrecen servicios a personas transgénero, ya sea a través de ellas mismas o de organizaciones asociadas. Una característica clave de estas organizaciones es la construcción del "transgenerismo" como un pecado contra Dios o el orden natural. En la década de 1970, Exodus International presentó a Perry Desmond, un "ex-transexual" que evangelizó en los EE. UU. y apoyó a Save Our Children de Anita Bryant. Otra característica destacada son los testimonios de ex-transgénero, que describen el "estilo de vida transgénero" como destructivo en oposición a la contemplación de Dios y alientan a otras personas transgénero a unirse a ellos. Estas organizaciones retratan la "ideología de género" y la "ideología transgénero" como un contagio social que amenaza el orden natural.